# نيوموديسموس نيوماني
نيوموديسموس نيومانى  هو نوع من كثيرات الأرجل التي عاشت منذ 28 مليون عام، في العصر السيلوري المتأخر. وهذا هو أول كثيرات الأرجل، وأقدم مخلوق معروف عاش على الأرض.
.
تم اكتشافه في عام 2004، وكما هو معروف من عينة واحدة من ستونهافين، أبردينشاير، اسكتلندا.

## الإكتشاف
واحد، جزء 1 سم طويلة من نيوموديسموس. تم العثور نيومانى مايك نيومان، وهو سائق حافلة وعالم الأحياء القديمة من الهواة من أبردين، في طبقة من حجر رملي الصخور على الشواطئ الأمامية من كوي، بالقرب من ستونهافين . وأعطى النوع اسم « نيومانى » وكان في وقت لاحق نظرا لأنواع من الصفه محددة تكريما لنيومان. المزرعة النمطية يتم الاحتفاظ بها في المتحف الوطني في اسكتلندا،إدنبرة.

## الأهمية
الحفرية مهمة جدا لأنها تحتوي على فتحات بشرة والتي تفسر على أنها شقوق تعد جزءا من النظام التنفسى تبادل الغازات التي من شأنها أن تعمل فقط في الهواء. هذا يجعل نيوموديسموس نيومانى أقرب مفصليات الأرجل الموثقة مع نظام القصبة الهوائية، بل والأولى المعروفة من الكائنات التي تتنفس الأكسجين على الأرض.
تتبع أحفوريs of كثيرات الأرجل ومن المعروف يعود تاريخها إلى أواخر العصر الأردوفيسي، ولكن نيوموديسموس نيومانى هو أقرب مستحاثة من كثيرات الأرجل، وقد يرجع تاريخها إلى 28 مليون عام (أواخر ينلوك الحقبة إلى أوائل العصر السيلوري). أقرب أم أربعة وأربعين متابعة حوالي 10 ملايين سنة في وقت لاحق, and the الفقاريات الأولى على الأرض, تيكتاليك, هو 50 مليون سنة أصغر من نيوموديسموس. خلال عصر سيلوري، ويجري وضع الصخور التي من شأنها أن تكون في وقت لاحق جزءا من اسكتلندا إلى أسفل في قارة لورنشيا Laurentia (Craton أمريكا الشمالية) هو جزء قديم ومستقر من الغلاف الصخري القاري الكبير، والذي يشكل الجوهر الجيولوجي القديم من قارة أمريكا الشمالية. مرات عديدة، وقد تم التكوين في ماضيها إلى قارة منفصلة كما هو عليه الآن في شكل أمريكا الشمالية، في جزءها الاستوائية لنصف الكرة الجنوبي.